# GKS Zryw Książki
Der GKS Zryw Książki ist ein polnischer Fußballverein in Książki. Die Frauenfußball-Abteilung spielte zwei Saisons in der polnischen 1. Liga. In der Saison 2002/03 spielte der Verein unter dem Namen „Orion Płużnica“.

## Bilanz
| Saison  | Liga | Spiele | Siege | Remis | Verloren | Tore  | + / - | Punkte | Platz  |
| 2001/02 | I.   | 18     | 7     | 1     | 10       | 23:32 | (−9)  | 22     | 6 (10) |
| 2002/03 | I.   | 16     | 5     | 1     | 10       | 17:57 | (−40) | 16     | 6 (9)  |
| ------- | ---- | ------ | ----- | ----- | -------- | ----- | ----- | ------ | ------ |